# Гутьєр Нуньєс (граф Кастилії)
Гутьєр Нуньєс (ісп. Gutier Núñez; пом. після 935) — граф Бургоса в першій половині X століття.

## Життєпис
Походження Гутьєра Нуньєса невідоме. Дослідники припускають, що він отримав графство 926 року, після того як Нуньйо Фернандес підтримав заколот Альфонсо Фройласа. При цьому графство Кастилія знову було передано королем Леону Альфонсо IV Фернандо Ансуресу.
Востаннє Фернандо Ансурес як граф Кастилії згадувався в хартії від 24 листопада 929 року. Після того до 931 відомості про такий титул в історичних джерелах відсутні. Хартії 928 і 930 років свідчать лише про правління короля Альфонсо IV, однак історики припускають, що в той час Гутьєр Нуньєс уже міг мати титул графа Кастилії. Вперше і востаннє Гутьєр Нуньєс названий графом Бургоса в дарувальній хартії монастирю Сан-Педро-де-Карденья, датованій 1 березня 931 року. Документ від 24 червня того ж року знову містить датування тільки за правлінням короля Альфонсо IV, однак від того ж часу почали з'являтись акти, в яких графом Кастилії та Бургоса називається Фернан Гонсалес, а королем Леону Раміро II. Припускають, що Гутьєр Нуньєс як прибічник Альфонсо IV був позбавлений своїх володінь новим королем. Невдовзі Гутьєр Нуньєс повернув собі прихильність короля Леону, оскільки його підпис стоїть під хартією, що її Раміро II 935 року надав кафедральному собору міста Леон. Відомостей про подальшу долю Гутьєра Нуньєса немає.